# رنو ویند
رنو ویند (Renault Wind) خودرویی است که از سال ۲۰۱۰ تاکنون در اسلوونی تولید شده‌است.
این خودرو در کلاس رودستر قرار گرفته، است.